# Kościół św. Katarzyny w Szczebrzeszynie
Kościół świętej Katarzyny – rzymskokatolicki kościół parafialny należący do dekanatu Szczebrzeszyn diecezji zamojsko-lubaczowskiej. Znajduje się na trasie Szlaku Renesansu Lubelskiego.

## Historia

### Okres katolicki

#### Pod opieką franciszkanów
Świątynia została wybudowana w latach 1620–1638 dla zakonu franciszkanów. Ufundowali ją Tomasz Zamoyski i jego małżonka Katarzyna z Ostrogskich Zamoyska. Kościół został konsekrowany w 1638 roku. W 1783 roku franciszkanie musieli opuścić klasztor, który został zamieniony na koszary wojskowe. Hrabia Ewaryst Andrzej Kuropatnicki w wydanej po raz pierwszy w 1786 r. „Geografii (...) Galicyi i Lodomeryi” wspominał: W mieście jest (...) kościół XX. Franciszkanów z klasztorem bardzo wielkim, ale zdawna pustym.

#### Pod opieką bonifratrów
Z czasem na miejsce franciszkanów zostali sprowadzeni ojcowie Bonifratrzy z Zamościa. W 1812 roku, w czasach Księstwa Warszawskiego, w klasztorze został urządzony szpital, a świątynia zaczęła pełnić rolę kaplicy szpitalnej.

#### Pod opieką szarytek
Po opuszczeniu klasztoru przez Bonifratrów, opieka nad szpitalem i świątynią została powierzona siostrom szarytkom. 

### Okres prawosławny

#### Pod opieką krzyżanek
W 1883 roku świątynia została zamieniona na cerkiew prawosławną pod wezwaniem św. Trójcy, a w klasztorze zostały umieszczone prawosławne mniszki zwane Krzyżankami. 

### Okres katolicki w XX-leciu międzywojennym

#### Pod wezwaniem św. Katarzyny
W 1917 roku świątynia została rekoncyliowana pod wezwaniem św. Katarzyny i zwrócona katolickim wiernym. W 1918 roku świątynia stała się kościołem filialnym parafii św. Mikołaja.

### Okres prawosławny w trakcie II wojny światowej

#### Pod wezwaniem Świętej Trójcy
W latach 1940–1944 niemieckie władze okupacyjne zamieniły kościół na cerkiew prawosławną pod wezwaniem św. Trójcy. 

### Okres katolicki po II wojnie światowej

#### Pod wezwaniem św. Katarzyny
Od 1944 roku do 20 czerwca 1982 roku świątynia była kościołem rektoralnym pod wezwaniem św. Katarzyny. Od 20 czerwca 1982 roku do 20 czerwca 2007 roku świątynia była kościołem filialnym parafii św. Mikołaja. Od 20 czerwca 2007 roku kościół parafialny nowo utworzonej parafii św. Katarzyny.

## Architektura

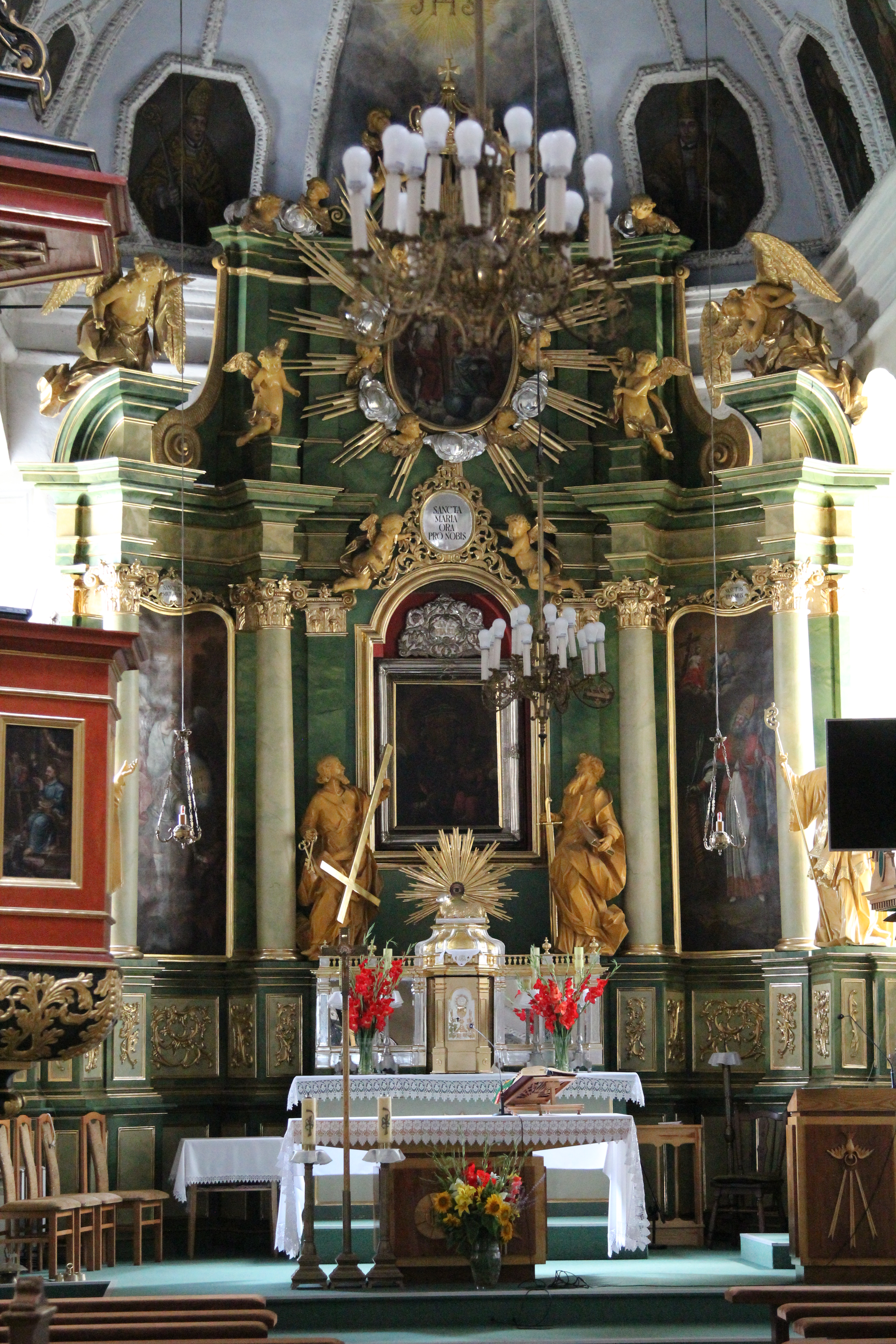
Ołtarz główny

Jest to świątynia murowana, wzniesiona w stylu renesansu lubelskiego. Korpus kościoła jest bazylikowy, składający się z trzech naw. Mury zewnętrzne wzmocnione są przyporami. Wieża wzniesiona na planie czworoboku, o trzech kondygnacjach, pełni w przyziemiu rolę kruchty. Nakryta jest dachem hełmowym z barokową latarnią ozdobioną sygnaturką. Przy elewacji frontowej świątyni jest umieszczony kamienny arkadowy portal z datą 1638, herbem franciszkanów oraz herbami fundatorów: ”Jelita” Zamoyskich i „Leliwa” Ostrogskich. Kruchta z klasztorem jest połączona krużgankami, obecnie zamurowanymi.
Prezbiterium jest niższe i węższe od nawy głównej, zamknięte trójboczną absydą. Znajduje się w niej sklepienie kolebkowe. Na sklepieniu prezbiterium jest umieszczone malowidło „Przemienienie Pańskie” powstałe w XVII wieku, niżej są umieszczeni święci apostołowie. Na ścianach prezbiterium znajdują się malowidła powstałe w XVII–XVIII wieku. Ołtarz główny, w stylu późnobarokowym, powstał w warsztacie Michała Wurtzera. W ołtarzu jest umieszczony obraz Matki Bożej Bonifraterskiej powstały około 1670 roku. W zwieńczeniu można zobaczyć obraz Trójcy Świętej otoczony chmurkami i główkami aniołków.